# NGC 3859
NGC 3859 là tên của một thiên hà xoắn ốc nằm trong chòm sao Sư Tử. Khoảng cách của nói với chúng ta là khoảng xấp xỉ 295 triệu năm ánh sáng. Nhà thiên văn học người Pháp Édouard Stephan đã phát hiện ra thiên hà này vào ngày 23 tháng 3 năm 1884. Thiên hà này là một thiên hà thành viên của cụm Sư Tử.

## Đặc tính vật lí
Các bức ảnh chụp bằng các thiết bị hiện đại của NGC 3859 chụp bởi Yagi và các đồng nghiệp đã cho thấy nó có vầng hào quang mờ, bị bóp méo do bị kéo dài ra dọc theo trục lớn của thiên hà. Phía tây nam của thiên hà, hào quang của nó mở rộng ra khoảng 33000 năm ánh sáng về phía trên của đĩa thiên hà. Phía bắc nó có một thiên hà lùn nhỏ, có thể nó đang tương tác với thiên hà này. Có lẽ vầng hào quang bị biến dạng của nó có thể là do tương tác với thiên hà này.
Sự phát ra H-Alpha trong đĩa thiên hà, màu sắc rất xanh của thiên hà, sự yếu thế của quang phổ từ hạt nhân đã chỉ ra rằng nó có tỉ lệ hình thành sao cao một cách bất thường. Hình thái học của sự phát ra H-Alpha thì dị thường và phát ra hai nhánh nhỏ trông như cựa gà vuơn về phía đông nam và tây bắc, cái "cựa gà" đó rộng khoảng 6500 năm ánh sáng. Chúng bắt đầu từ đĩa thiên hà với bán kính 33000 năm ánh sáng.

## Siêu tân tinh
Vào ngày 23 tháng 2 năm 2014, một siêu tân tinh tên là SN 2014U loại II được phát hiện là nằm trong thiên hà này.

## Dữ liệu hiện tại
Theo như quan sát, đây là thiên hà nằm trong chòm sao Sư Tử và dưới đây là một số dữ liệu khác:
Xích kinh 11h 44m 52.2s
Độ nghiêng 19° 27′ 15″
Giá trị dịch chuyển đỏ 0.018239
Cấp sao biểu kiến 14.76
Vận tốc xuyên tâm 5468 km/s
Kích thước biểu kiến 1.2 x 0.3
Loại thiên hà S? pec